# 氷川社 (さいたま市緑区)
氷川社（ひかわしゃ）は、埼玉県さいたま市緑区の神社。

## 歴史
創建年代は不明である。ただ別当寺だった照光寺が、承応年間（1652年 - 1655年）に開山されたことから、その頃に創建されたものと推測される。
照光寺は曹洞宗の寺院で、元々は当社の裏に位置していたが、明治初期の神仏分離後に現在地に移転した。
1873年（明治6年）、近代社格制度に基づく「村社」に列せられ、1908年（明治41年）の神社合祀により、周辺の3社が合祀された。

## 交通アクセス
- 路線バス浦和学院高校入口停留所より徒歩2分。